# Linum trigynum subsp. tenue
Linum trigynum subsp. tenue é uma subespécie de planta com flor pertencente à família Linaceae. 
A autoridade científica da subespécie é (Desf.) Franco, tendo sido publicada em Nova Fl. Portugal 1: 554, 404. 1971.

## Portugal
Trata-se de uma subespécie presente no território português, nomeadamente em Portugal Continental.
Em termos de naturalidade é nativa da região atrás indicada.

## Protecção
Não se encontra protegida por legislação portuguesa ou da Comunidade Europeia.